# حرب الأنفاق

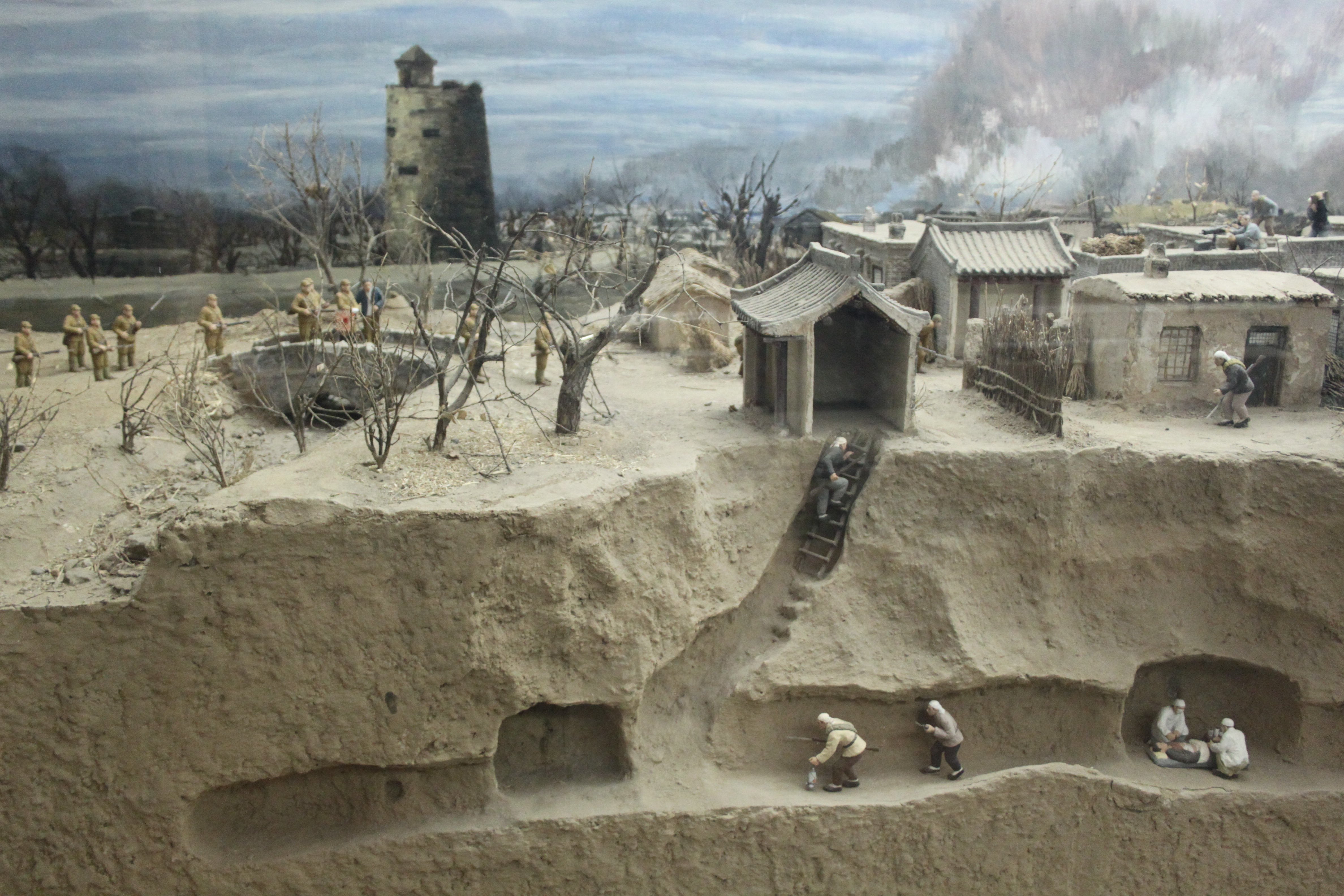
ديوراما للأنفاق الدفاعية التي حُفرت خلال الحرب اليابانية الصينية الثانية

حرب الأنفاق تعني استخدام الأنفاق وغيرها من الكهوف تحت الأرض خلال الحرب. وغالباً ما تتضمن بناء مرافق تحت الأرض لأغراض هجومية أو دفاعية، واستخدام الكهوف الطبيعية الموجودة والمنشآت الاصطناعية تحت الأرض لأغراض عسكرية. ويمكن استخدام الأنفاق لتقويض التحصينات والتسلل إلى أراضي العدو لشن هجوم مفاجئ، في حين يُمكنها تعزيز الدفاع عبر إتاحة نصب الكمائن والهجوم المضاد والقدرة على نقل القوات من جانب من ساحة المعركة إلى آخر غير مرئي ومحمي. كما يمكن للأنفاق العمل كمأوى من هجوم العدو.
لجأ الحفارون إلى التنقيب أدنى المدن المسورة والحصون والقلاع أو غيرها من المواقع العسكرية شديدة التحصين منذ العصور القديمة. وحفر المدافعون أنفاقاً مضادة لمهاجمة النَقّابون أو هدم نفق يهدد تحصيناتهم. ونظراً لشيوع استخدام الأنفاق في المناطق الحضرية، فإن حرب الأنفاق غالباً ما تكون سمة للحرب الحضرية، وإن كانت ثانوية عادةً. ومن أبرز الأمثلة على ذلك، ما جرى خلال الحرب الأهلية السورية في حلب، حينما زرع مسلحو المعارضة في مارس 2015 كمية كبيرة من المتفجرات تحت مقر إدارة المخابرات الجوية السورية.
طبيعة الأنفاق ضيقة مما يحد من مجالات إطلاق النار؛ وبالتالي فإن القوات في الأنفاق غالباً ما تملك عدد قليل فقط من النقاط المُعرضة لإطلاق النار أو الرصد في أي وقت. ويمكن أن تكون جزءاً من متاهة واسعة النطاق لها طرق مسدودة وإضاءة خافتة، مما يخلق عادةً بيئة قتال ليلية مغلقة.

## عصور قبل البارود

### العصور القديمة
يقدم المؤرخ اليوناني بوليبيوس في كتابه «التواريخ» وصفاً بيانياً للتنقيب والتنقيب المضاد أثناء الحصار الروماني لأمبراسيا:
«أظهر الأيتوليون مقاومة شجاعة لهجوم معدات الحصار، ولذلك لجأ [الرومان] في حالة من اليأس إلى الحفر والأنفاق. وبعد تأمين أحد الموقع الرئيسي لأحد أنفاقهم الثلاثة، وإخفاء فتحته بعناية بأغطية من القش، أقاموا أمامه ممراً مغطى أو رواقاً بطول حوالي مائتي قدم، موازياً للجدار؛ وبدأوا في الحفر من ذلك الموضع، وعملوا بلا انقطاع ليلاً ونهاراً، بالتناوب. ولعدة أيام لم يلحظهم المحاصرون وهم يحملون التراب عبر فتحة النفق؛ ولكن عندما بدت كومة التراب التي أُخرجت بهذه الطريقة في الارتفاع المتزايد بحيث يستحيل حجبها عن أولئك داخل المدينة، بدأ قادة الحامية المحاصرة في العمل بقوة لحفر خندق بالداخل، موازياً للجدار والرواق الذي يواجه الأبراج. وعندما انتهى حفر الخندق بالعمق المطلوب، وضعوا بعد ذلك في صف على طول جانب الخندق الأقرب إلى الجدار عدداً من الأواني النحاسية الرقيقة للغاية؛ وبينما كانوا يسيرون على طول قاع الخندق متجاوزين هذه الأواني، كانوا يستمعون إلى ضجيج الحفر في الخارج. وبعد تحديد المكان الذي تشير إليه أي من هذه الأواني النحاسية، والتي كانت شديدة الحساسية وتهتز عند سماع الصوت في الخارج، بدأوا في حفر نفق آخر من الداخل، بزاوية قائمة على الخندق، يؤدي تحت الجدار، بحيث يخترق نفق العدو تماماً. وهو ما انتهوا منه بسرعة، بينما لم يكتف الرومان بشق نفقهم إلى أعلى الجدار، بل دعموا أيضاً جزءاً كبيراً منه على جانبي نفقهم؛ وبالتالي وجد الطرفان أنفسهما في مواجهة مباشرة.»
تعامل الأيتوليون مع الأنفاق الرومانية باستخدام الدخان الناتج من حرق الريش بالفحم. - وهو أساساً شكل مبكر من أشكال الحرب الكيميائية.

#### روما
تعد المصادر الرومانية هي أقدم المصادر المعروفة عن استخدام الأنفاق والخنادق في ما يشبه حرب العصابات. فسرعان ما شرعت القبائل الثائرة في تغيير أساليبها الدفاعية، بعد ثورة باتافي، من الاكتفاء بالحصون المحلية إلى الاستفادة من ميزة التضاريس الأوسع. حيث حفرت الخنادق المموهة للتجمع وشن هجمات مفاجئة، وربطتها بشبكة للانسحاب الآمن. وغالباً ما استخدمت الحواجز خلال القتال لمنع العدو من تعقبها.
وسرعان ما دب الخوف في الفيالق الرومانية التي دخلت هذه الأراضي من هذا الأسلوب، فقد كان نصب الكمائن للأرتال الزاحفة يتسبب في خسائر فادحة. لذلك، كانت تقترب من المناطق المحصنة المحتملة بعناية شديدة، مما أتاح لها الوقت لتقييم القوات وتجميعها وتنظيمها. وعندما كان الرومان أنفسهم في موقف دفاعي، كانوا يلجأون إلى نظام القنوات المائية الكبير تحت الأرض في الدفاع عن روما، وكذلك لإجلاء القادة الهاربين.
كان استخدام الأنفاق كوسيلة لحرب العصابات ضد الإمبراطورية الرومانية أيضاً أسلوب شائع عند المتمردين اليهود في يهودا خلال ثورة بار كوخبا (132-136 م). أدرك الرومان مع مرور الوقت أنه يجب بذل الجهود لكشف هذه الأنفاق. حيث كانوا يشعلون النار بمجرد اكتشاف أحد مداخلها، فإما يجبر الدخان المتمردين على الخروج أو يخنقهم حتى الموت.
كُشف عن أدلة محفوظة بعناية لعمليات التنقيب والتنقيب المضاد في حصن دورا أوربوس، الذي سقط في أيدي الساسانيين في 256/7 م أثناء الحروب الرومانية الفارسية.

#### الصين
كان التنقيب أحد أساليب الحصار المستخدمة في الصين القديمة منذ حقبة الممالك المتحاربة (481-221 ق.م.) على الأقل. فعندما كان الأعداء يحاولون حفر أنفاق تحت الجدران للتنقيب أو اختراق المدينة، استخدم المدافعون منفاخاً كبيراً لنفث الدخان في الأنفاق من أجل خنق المتسللين.

### ما بعد العصور القديمة
كان «السرداب» في الحروب خلال العصور الوسطى، عبارة عن نفق يُحفر لهدم القلاع والتحصينات الأخرى. استخدم المهاجمون هذه التقنية في حالة عدم بناء التحصينات على صخرة صلبة، وطوروها كرد فعل على القلاع المبنية بالحجارة والتي لا يمكن حرقها مثل الحصون الخشبية ذات الطراز السابق. حيث يُحفر نفق تحت الدفاعات الخارجية إما لتوفير الوصول إلى التحصينات أو لهدم الجدران. وعادة ما تدعم هذه الأنفاق بدعامات خشبية مؤقتة مع تقدم الحفر. بمجرد اكتمال الحفر، يقوم المهاجمون بهدم الجدار أو البرج عن طريق تقويضه بملأ الحفر بمواد قابلة للاشتعال والتي عند إشعالها تحرق الدعامات تاركة الهيكل أعلاه بدون دعامات وبالتالي تجعله عرضة للانهيار.
كان تقويض الجدار أحد التكتيكات المرتبطة بالتنقيب، حيث يحفر المهندسون عند قاعدة الجدار باستخدام العتلات والمعاول. يذكر بيتر أوف فو-دو-سيرناي [الإنجليزية] أنه في معركة قرقشونة، أثناء الحملة الصليبية على الكثار، «لما تضعضع الجزء العلوي من الجدار إلى حد ما نتيجة ضرب آلات الحصار، نجح مهندسونا بمشقة كبيرة في إحضار عربة بأربع عجلات تغطيها جلود الثيران، بالقرب من الجدار، حيث بدأوا العمل على تقويض الجدار».
وكما حدث في حصار قرقشونة، عمل المدافعون على منع التقويض برمي أي شيء لديهم على المهاجمين الذين حاولوا التنقيب تحت الجدار. وعادة ما كان التقويض الناجح ينهي المعركة، فحينها لا يعد المدافعون قادرين على الدفاع عن موقعهم ويستسلمون، أو يتمكن المهاجمون من اختراق الحصن والاشتباك مع المدافعين في قتال متلاحم.
وُضعت العديد من الطرق لمواجهة التقويض. وغالباً ما كان موقع القلعة يصعب عملية التقويض. وذلك عند بناء جدران القلعة إما على صخرة صلبة أو على أرض رملية أو مغمورة بالمياه، مما يجعل حفر السراديب أمراً عسيراً. كما يمكن حفر خندق أو خندق عميق جداً أمام الجدران، كتصميم قلعة بيمبروك، أو حتى بحيرات اصطناعية، كما في قلعة كينيلورث. مما يجعل حفر الأنفاق أكثر صعوبة، وحتى إذا حدث خرق، فإن الخندق أو الخندق يجعل استغلال الخرق صعباً.
يمكن للمدافعين أيضاً حفر أنفاق مضادة. ومن هذه الأنفاق يمكنهم بعد ذلك الحفر في أنفاق المهاجمين والتسلل إليها إما لقتل النقابين أو لإشعال النار في دعامات الحفر فينهار نفق المهاجمين. أو يمكنهم بدلاً من ذلك تقويض أنفاق المهاجمين بتفجير تحت سطحي [الإنجليزية] لهدم أنفاق المهاجمين. وأخيراً، إذا وقع اختراق للجدران، فيمكنهم إما وضع عوائق في الخرق، على سبيل المثال، حصان شائك لإعاقة الطليعة، أو إنشاء سد. صُممت القلاع الحلقية الكبيرة المتحدة المركز، مثل قلعة بوماريس [الإنجليزية] في أنغلزي، بحيث تكون الجدران الداخلية عبارة عن قلاع جاهزة للبناء؛ فإذا نجح المهاجم في اختراق الجدران الخارجية، سوف يدخل إلى حقل قتل بين الجدران الخارجية السفلية والجدران الداخلية العلوية.

## استخدام البارود
لقد حدث تغيير كبير في فن حرب الأنفاق خلال القرن الخامس عشر في إيطاليا مع تطور البارود، حيث أدى استخدامه إلى تقليل الجهد المطلوب لتقويض الجدار مع زيادة القوة المدمرة.
استولى إيفان الرهيب على قازان باستخدام انفجارات البارود لتقويض جدرانها.
شيدت العديد من الحصون ببناء سراديب مضادة للأنفاق، كـ«أنفاق التصنت» التي كانت تستخدم للتنصت على الأنفاق المعادية التي حُفرت. وكان بالإمكان استخدامها للكشف عن الأنفاق على مسافة حوالي خمسين ياردة. احتوى الكرملين على مثل هذه الأنفاق.
بدأ استخدام خنادق الهدم منذ القرن السادس عشر، أثناء الهجوم على مواقع العدو.
وصف الجنرال النمساوي ذو الأصل الإيطالي ريموندو مونتيكوكولي (1609-1680) في عمله الكلاسيكي عن الشؤون العسكرية أساليب تدمير ومكافحة الخنادق المعادية. وضع فوبان (1633-1707)، مؤسس المدرسة الفرنسية للتحصين، في دراسته عن «الهجوم على الحصون»، نظرية للهجوم بالأنفاق وكيفية حساب مختلف الخنادق وكمية البارود اللازمة للانفجارات.

### القرن التاسع عشر

#### حرب القرم
انخرط إدوارد توتليبن وشيلدر شولدنر في مسائل تنظيم وإدارة الهجمات تحت الأرض في وقت مبكر من 1840. فشرعا في استخدام التيار الكهربائي لعرقلة الهجمات. وطُورت أدوات حفر خاصة بتصميم معقد.
اتسع نطاق القتال تحت الأرض خلال حصار سيفاستوبول (1854-1855). في البداية، بدأ الحلفاء في حفر الأنفاق دون أي احتياطات. لكنهم زادوا من عمق الأنفاق بعد سلسلة من الانفجارات الناجمة عن مكافحة الأنفاق، إلا أنهم بدأوا في مواجهة أرض صخرية وكان لابد من عودة الحرب تحت الأرض إلى مستويات أعلى. أثناء الحصار، حفر خبراء المتفجرات الروس 6.8 كم (4.2 ميل) من خنادق الهدم والأنفاق المضادة. خلال نفس الفترة، حفر الحلفاء 1.3 كم (0.81 ميل). استخدم الروس 12 طناً من البارود في الحرب تحت الأرض بينما استخدم الحلفاء 64 طناً. تظهر هذه الأرقام أن الروس حاولوا إنشاء شبكة أوسع من الأنفاق ونفذوا هجمات أفضل استهدافاً باستخدام الحد الأدنى من البارود. استخدم الحلفاء فتائل قديمة بحيث فشلت العديد من الشحنات في الانفجار. كانت الظروف في الأنفاق قاسية؛ وغالباً ما كانت الشموع الشمعية تنطفئ، ويغشى على النقابين بسبب الهواء الراكد، وتغمر المياه الجوفية الخنادق والأنفاق المضادة. صد الروس الحصار وبدأوا في حفر الأنفاق تحت تحصينات الحلفاء. اعترف الحلفاء بالنجاح الروسي في الحرب تحت الأرض. وذكرت صحيفة التايمز أن الروس يجب أن يُكللوا بنجاح هذا النوع من الحرب.

#### الحرب الأهلية الأمريكية

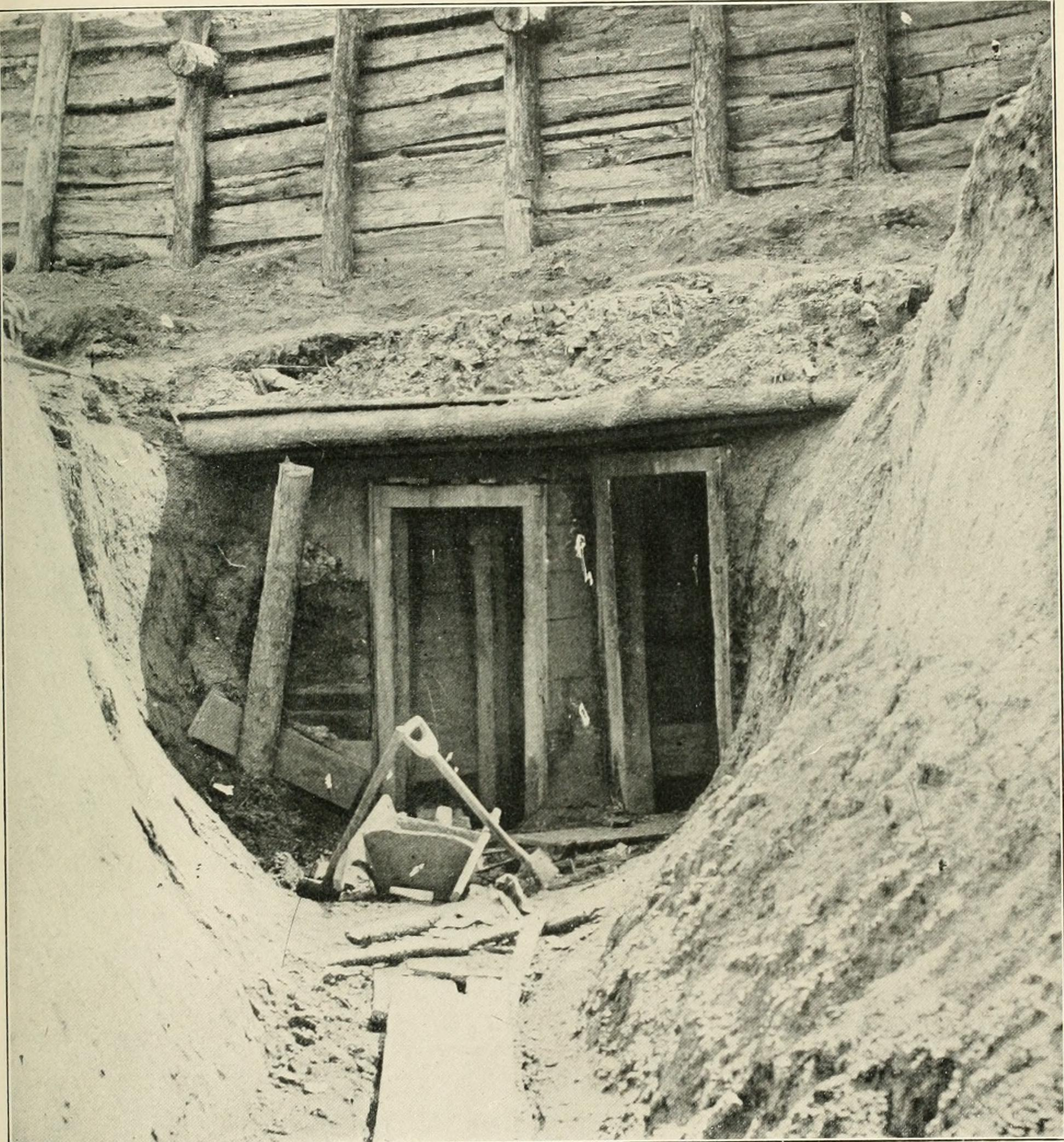
حفرة نفق مضاد للكونفدراليين في حصن ماهوني، بطرسبرغ، فرجينيا

عندما حاصر جيش الاتحاد التابع لبوتوماك مدينة بطرسبرغ في 1864، فجروا نفقاً يحوي 3600 كجم (8000 رطل) من البارود على عمق 6 م (20 قدم) تقريباً تحت قطاع الفيلق التاسع للواء أمبروز إي. بيرنسايد. سبب الانفجار ثغرة في دفاعات الكونفدراليين في بطرسبرغ، فرجينيا، مما أدى إلى إنشاء حفرة يبلغ طولها 52 م (170 قدم) وعرضها من 30 إلى 37 م (100 إلى 120 قدم) وعمقها 9 م (30 قدم) على الأقل. عُرفت المعركة وفقاً لذلك باسم معركة الحفرة. لكن انهار كل شيء بسرعة بالنسبة للمهاجمين الاتحاديين عقب هذه البداية المبشرة. حيث هاجمت وحداتهم تلو الأخرى الحفرة وحولها، فتكدس الجنود في ارتباك. تعافى الكونفدراليون بسرعة وشنوا عدة هجمات مضادة بقيادة اللواء ويليام ماهوني. حتى أُغلقت الثغرة، وصُدت قوات الاتحاد بخسائر فادحة. صُور رعب هذا الاشتباك في رواية تشارلز فريزر، وفيلم أنتوني مانغيلا اللاحق، الجبل البارد.
حفرت قوات الاتحاد بقيادة الجنرال يوليسيس س. غرانت نفقاً تحت خنادق الكونفدراليين أثناء حصار فيكسبيرغ في 1863. وفجرت نفقاً أسفل فوج لويزيانا ريدان الثالث في 25 يونيو 1863. اكتسب الهجوم اللاحق، بقيادة الجنرال جون أ. لوجان، موطئ قدم في خنادق الكونفدراليين حيث تشكلت الحفرة، لكن المهاجمين أُجبروا في النهاية على الانسحاب.

## الحرب الحديثة

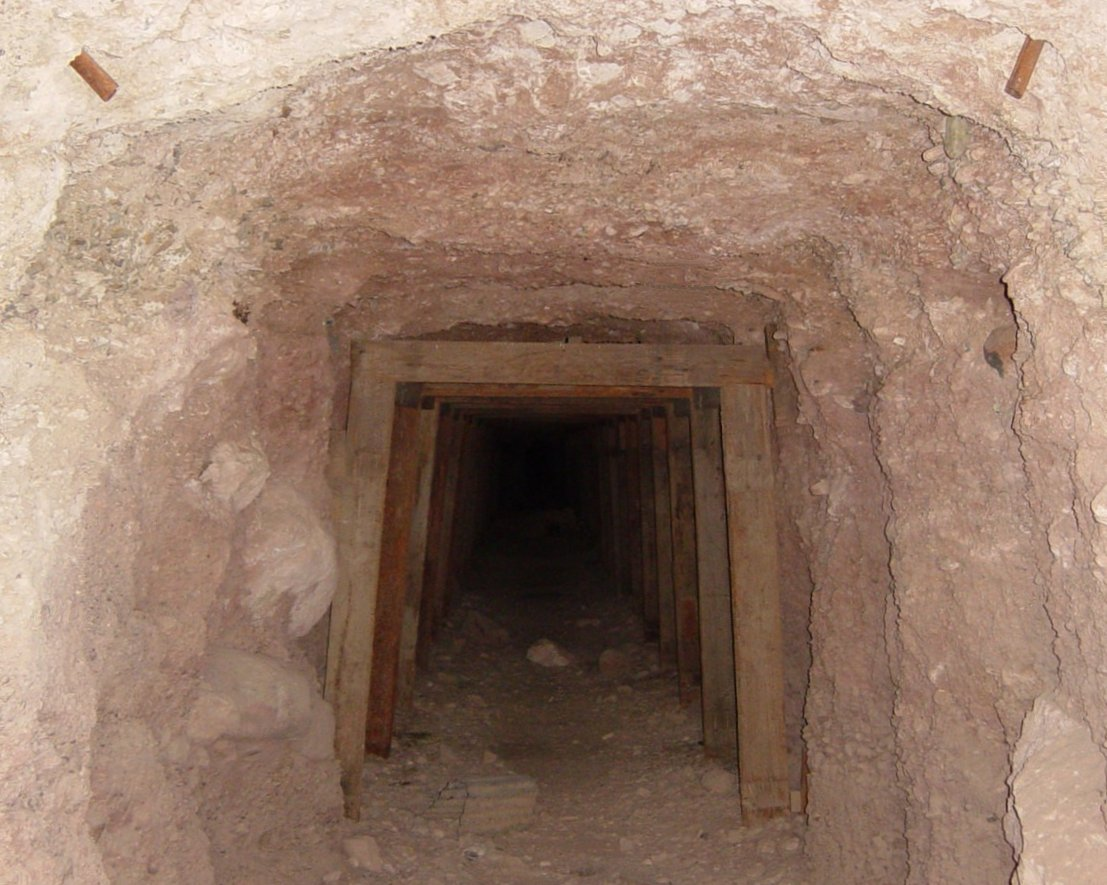
نموذج لمدخل نفق مع دعامات خشبية للسقف

مثلت القوة النارية المتزايدة التي جاءت مع استخدام البارود اللادخاني والكوردايت والديناميت بحلول نهاية القرن التاسع عشر سبباً في ارتفاع تكلفة بناء التحصينات فوق الأرض التي يمكنها الصمود في وجه أي هجوم. ونتيجة لذلك، كانت التحصينات مغطاة بالتراب وفي النهاية شُيدت بالكامل تحت الأرض لتحقيق أقصى قدر من الحماية. ولغرض إطلاق المدفعية والرشاشات، كانت المواقع تحتوي على مغازل.

### الحرب العالمية الأولى

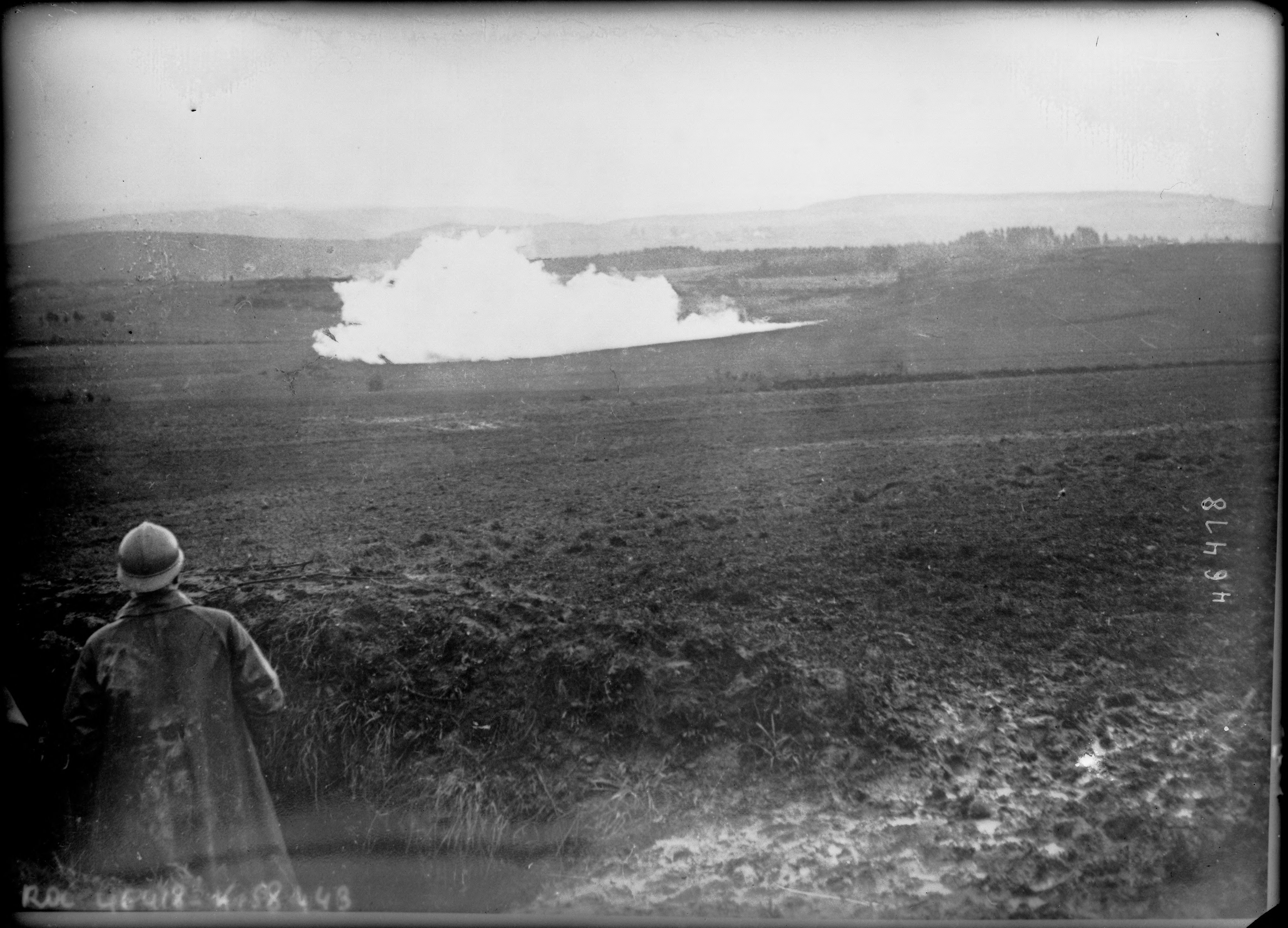
تفجير نفق، كما شوهد من موقع فرنسي في 1916

شهد التنقيب انبعاثاً مميزاً كتكتيك عسكري خلال الحرب العالمية الأولى، عندما حاول مهندسو الجيوش كسر الجمود في حرب الخنادق من خلال حفر الأنفاق أسفل المنطقة المحرمة ووضع كميات كبيرة من المتفجرات تحت خنادق العدو. وقد أتاحت الطبيعة الثابتة للقتال حرب الأنفاق، كما هو الحال في حرب الحصار.
وظفت الجيوش نقابين متخصصين لحفر الأنفاق على الجبهة الغربية والإيطالية خلال الحرب العالمية الأولى.
شكلت القمم العالية لسلسلة جبال الدولوميت على الجبهة الإيطالية منطقة حرب جبلية شرسة وعمليات تنقيب. شيد المهندسون العسكريون النمساويون والمجريون والإيطاليون ببناء أنفاق قتالية من أجل حماية جنودهم من نيران العدو والبيئة الجبلية المعادية، والتي قدمت درجة من الحماية وسمحت بدعم لوجستي أفضل. حاول الجانبان أيضاً، إلى جانب بناء الملاجئ تحت الأرض وطرق الإمداد المحمية لجنودهما، كسر الجمود في حرب الخنادق من خلال الحفر عبر المنطقة المحرمة ووضع شحنات متفجرة أسفل مواقع العدو. وقد صُورت هذه الجهود على قمم الجبال العالية مثل كول دي لانا ولاغازوي ومارمولادا في الأعمال الأدبية وفيلم جبال مشتعلة [الإنجليزية] للمخرج لويس ترينكر في 1931.
كان الهدف الرئيسي لحرب الأنفاق على الجبهة الغربية، هو وضع كميات كبيرة من المتفجرات تحت مواقع دفاعية للعدو. وعندما يجرى تفجيرها، فإن الانفجار من شأنه أن يدمر ذلك الجزء من الخندق. ثم يتقدم المشاة نحو خط المواجهة للعدو على أمل الاستفادة من الارتباك الذي يتبع انفجار نفق تحت الأرض. وقد يستغرق حفر نفق ووضع لغم ما يصل إلى عام كامل. كان على المهندسين العسكريين بالإضافة إلى حفر أنفاقهم الخاصة، أن ينصتوا إلى حفر العدو. في بعض الأحيان، كان الحفارون يحفرون بالخطأ في نفق الجانب المعادي ويقع قتال تحت الأرض. وعند العثور على نفق معادي، يجرى تدميره عادة بزرع شحنة متفجرة في داخله.

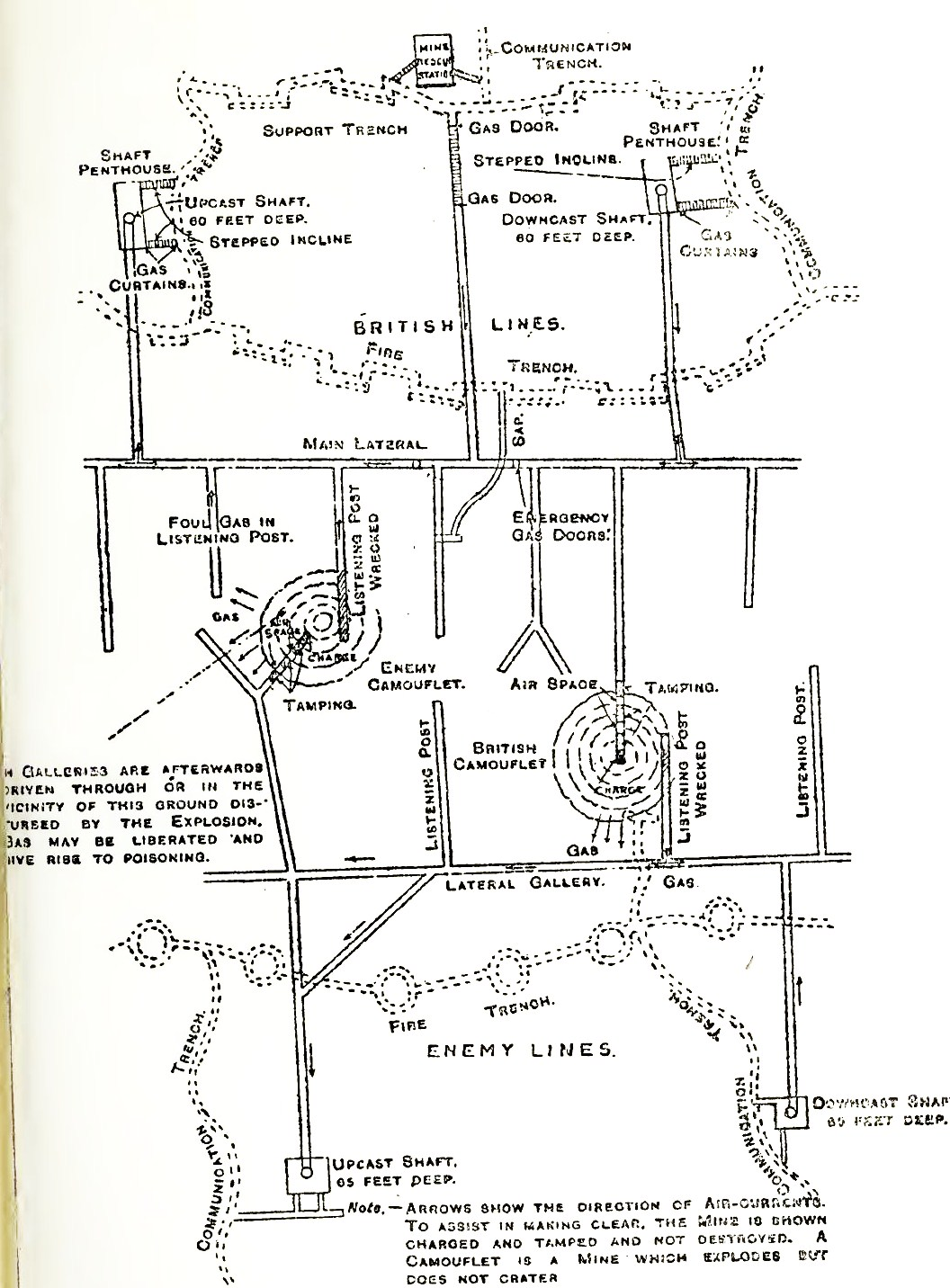
مخطط للأنفاق البريطانية ومداخلها وفتحات تهويتها على إحدى جبهات الحرب العالمية الأولى

شيد الحفارون البريطانيون 101 نفقاً أو سرداباً، بينما شيد الحفارون الألمان 126 نفقاً أو سرداباً خلال ذروة حرب الأنفاق على الجبهة الغربية في يونيو 1916. وهذا يعادل تفجير 227 نفقاً ملغوماً في شهر واحد - انفجار واحد كل ثلاث ساعات. كما دعمت انفجارات الأنفاق المعارك الكبرى، مثل معركة السوم في 1916 (طالع الأنفاق في السوم [الإنجليزية]) ومعركة فيمي ريدج في 1917.
ومن الأمثلة المعروفة، الأنفاق الملغومة على الجبهة الإيطالية التي زرعها النقابون النمساويون والمجريون والإيطاليون، حيث احتوى أكبر لغم فردي على شحنة تحوي 50,000 كجم (110,000 رطل) من الجيلاتين المتفجر، وأنشطة سرايا الحفر التابعة للمهندسين الملكيين على الجبهة الغربية. وفي بداية هجوم السوم [الإنجليزية]، فجر البريطانيون في وقت واحد 19 نفقاً ملغوماً بأحجام مختلفة تحت المواقع الألمانية، بما في ذلك نفقين احتويا على 18,000 كجم (40,000 رطل) من المتفجرات.
أصدر الجنرال بلومر [الإنجليزية] أوامره في يناير 1917، بوضع أكثر من 20 لغماً تحت الخطوط الألمانية في ميسينز. حُفر أكثر من 8,000 م (26,000 قدم) من الأنفاق على مدار الأشهر الخمسة التالية، ووضع 450-600 طن من المتفجرات في مواقعها. وقع انفجار متزامن للألغام في الساعة 3:10 صباحاً يوم 7 يونيو 1917. وأسفر الانفجار عن مقتل ما يقدر بنحو 10,000 جندي وكان قوياً لدرجة أنه سُمع في لندن. خلقت الانفجارات المتزامنة تقريباً 19 حفرة كبيرة وهي تصنف من بين أكبر الانفجارات غير النووية [الإنجليزية] على الإطلاق. لم يُفجر نفقين في 1917 لأنهما هُجرا قبل المعركة، بجانب أربعة منهم كانوا خارج منطقة الهجوم. في 17 يوليو 1955، فجرت صاعقة أحد هذه الأنفاق الملغومة الأربعة الأخيرة. لم تقع إصابات بشرية، ولكن قُتلت بقرة واحدة. يُعتقد أن نفقاً آخراً غير مستخدم عُثر عليه في موقع تحت مزرعة، ولكن لم تُبذل أي محاولة لإزالته. حفر البريطانيون آخر نفق ملغم في الحرب العالمية الأولى بالقرب من جيفنشي في 10 أغسطس 1917، وبعد ذلك ركزت سرايا الحفر التابعة للمهندسين الملكيين على بناء مخابئ عميقة لإيواء القوات.
شُيد أكبر الأنفاق الفردية الملغومة في ميسينز في سانت إيلوي [الإنجليزية]، والذي احتوى على 43,400 كجم (95600 رطل) من الأمونال [الإنجليزية]، وفي مزرعة مايدلستيده، والذي احتوى على 43,000 كجم (94,000 رطل)، وتحت الخطوط الألمانية في سبانبروكمولين [الإنجليزية]، واحتوى على 41,000 كجم (91,000 رطل) من الأمونال. أحدث انفجار نفق سبانبروكمولين حفرة بلغ قياسها بعد ذلك، 130 م (430 قدم) من الحافة إلى الحافة. تُعرف اليوم باسم «بركة السلام»، وهي كبيرة بما يكفي لاستيعاب بحيرة بعمق 12 مم (40 قدم).

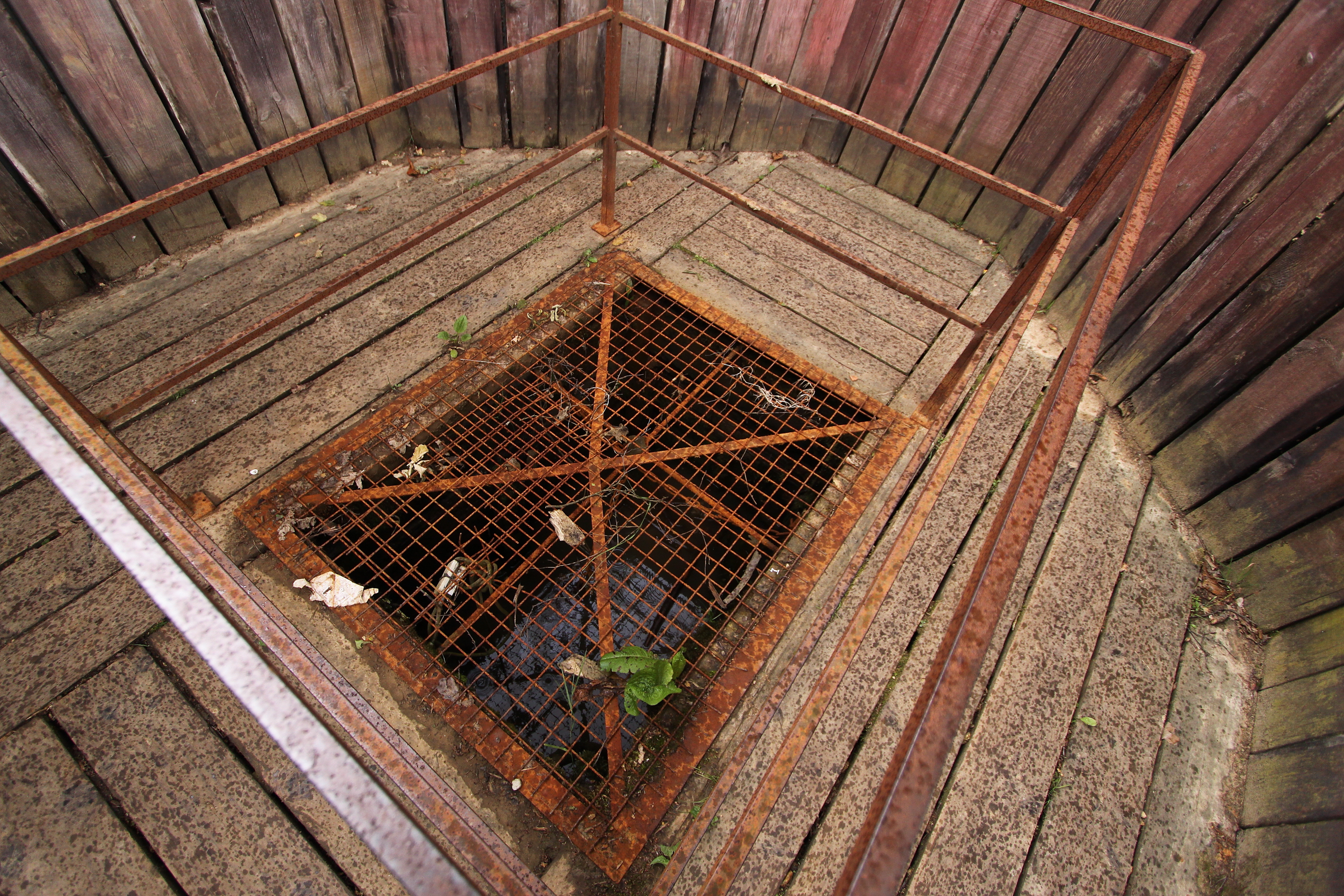
مدخل نفق ألماني مضاد - خنادق بايرنوالد، غابة كرونارت، منطقة يبر سالينت [الإنجليزية]
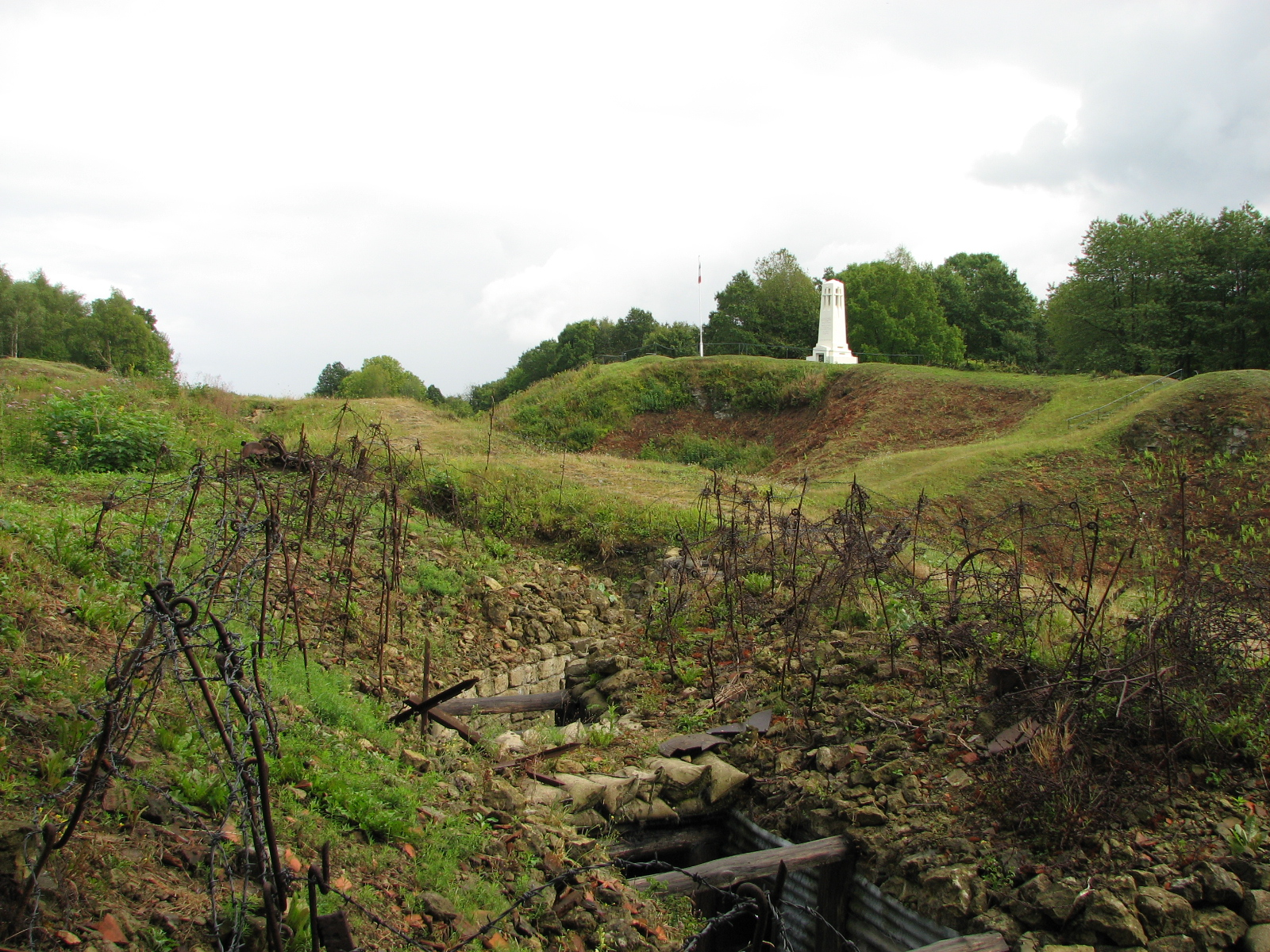
حفر أنفاق – موقع النصب التذكاري بوت دو فوكوا، فوكوا، فرنسا
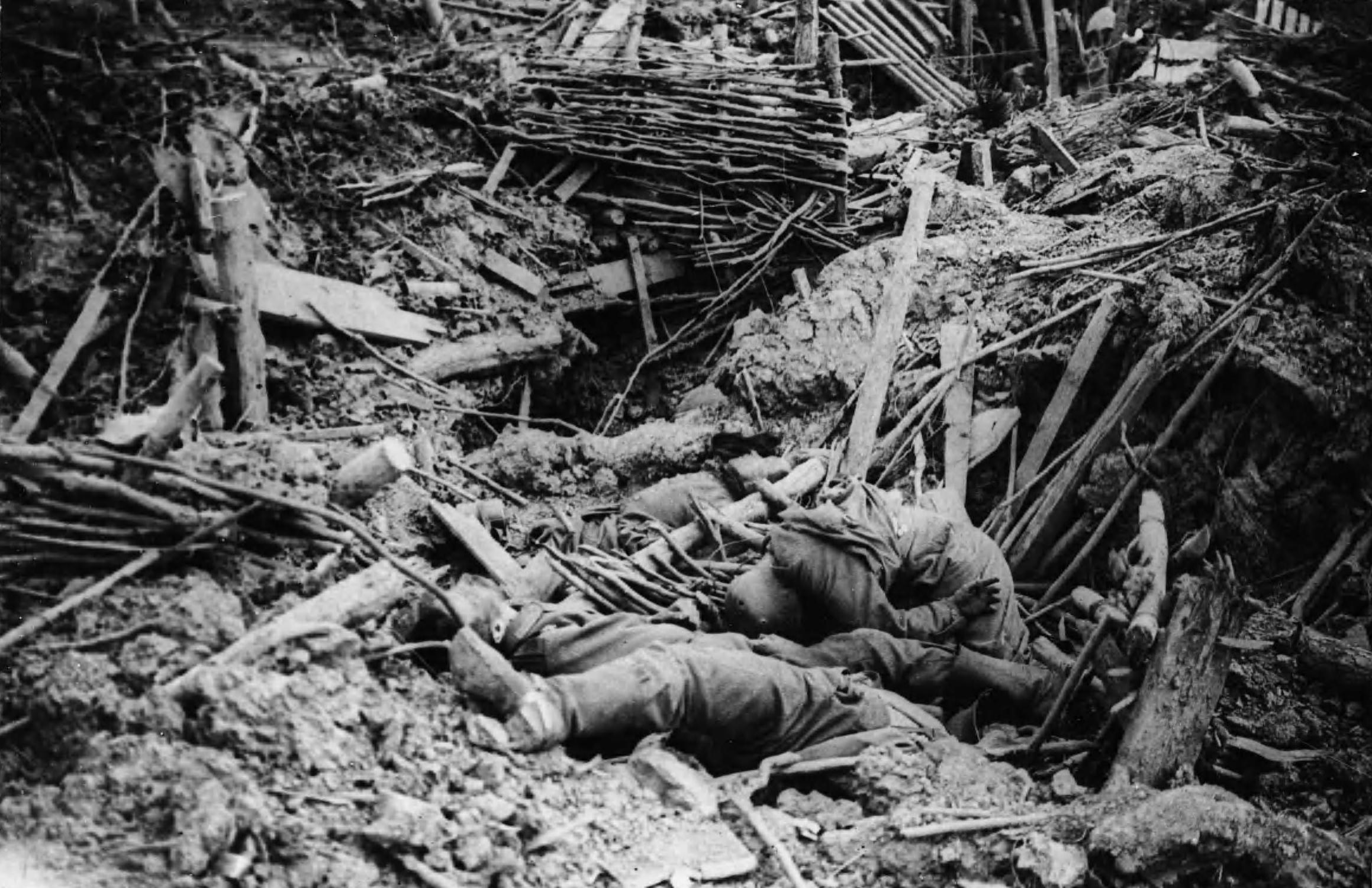
خندق ألماني دُمر بسبب انفجار نفق ملغوم في معركة ميسينز. قُتل ما يقرب من 10 آلاف جندي ألماني عندما انفجرت الألغام في وقت واحد في الساعة 3:10 صباحاً في 7 يونيو 1917.
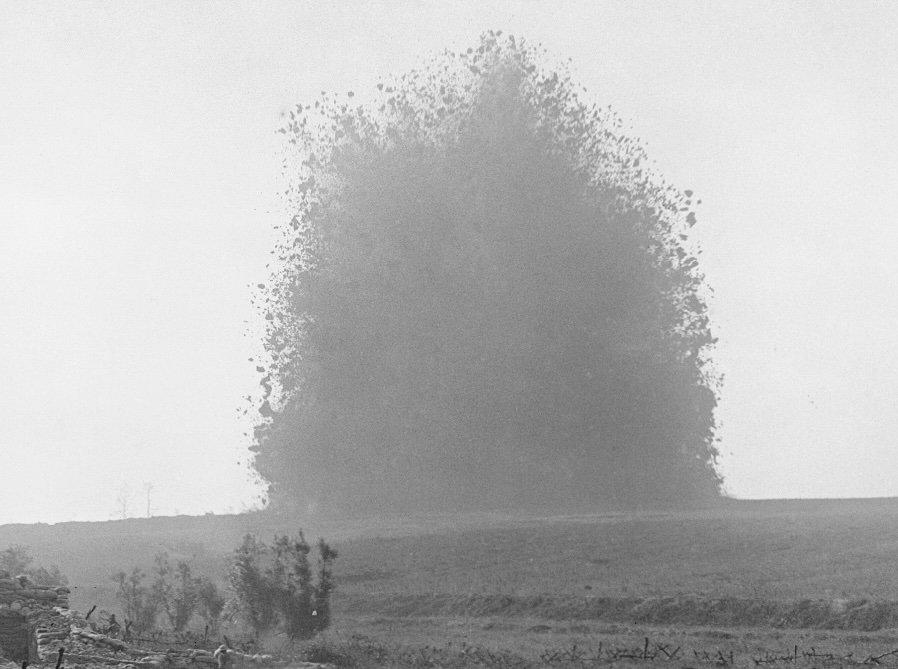
انفجار نفق ملغوم أسفل حصن هوثورن ريدج [الإنجليزية] على الجبهة الغربية أثناء الحرب العالمية الأولى (1 يوليو 1916). تصوير: إرنست بروكس [الإنجليزية]

| الدولة | المنطقة         | الموقع                           | ملاحظات |
| ------ | --------------- | -------------------------------- | --- |
| بلجيكا | فلاندرز الغربية | يبر: هوغ                         | منطقة قتال متواصل بين وحدات الأنفاق البريطانية والألمانية 1915-1917؛ طالع هوغ في الحرب العالمية الأولى [الإنجليزية] |
| بلجيكا | فلاندرز الغربية | يبر: التل 60                     | منطقة قتال متواصل بين وحدات الأنفاق البريطانية والألمانية 1915-1917؛ طالع أيضاً الأنفاق في معركة ميسينز (1917) [الإنجليزية] |
| بلجيكا | فلاندرز الغربية | يبر: سانت إلوي                   | منطقة قتال متواصل بين وحدات الأنفاق البريطانية والألمانية 1915-1917؛ طالع أيضاً ذا بلاف [الإنجليزية] والأنفاق في معركة ميسينز (1917) [الإنجليزية] |
| بلجيكا | فلاندرز الغربية | هوفيلاند: ويتشات                 | قتال بين وحدات الأنفاق البريطانية والألمانية، وخاصة بمنطقة الأنفاق في معركة ميسينز (1917) [الإنجليزية] |
| بلجيكا | فلاندرز الغربية | منطقة ميسن ريدج                  | منطقة قتال متواصل بين وحدات الأنفاق البريطانية والألمانية، طالع أيضاً الأنفاق في معركة ميسينز (1917) [الإنجليزية] |
| فرنسا  | نور             | آرمنتيير                         | منطقة قتال متواصل بين وحدات الأنفاق البريطانية والألمانية |
| فرنسا  | نور             | أوبير ريدج                       | قتال بين وحدات الأنفاق البريطانية والألمانية، وخاصة خلال معركة أوبير [الإنجليزية] |
| فرنسا  | با دو كاليه     | جيفنشي ليه لا باسي               | منطقة قتال متواصل بين وحدات الأنفاق البريطانية والألمانية، وهي المنطقة التي قُتل فيها المهندس العسكري ويليام هاكيت [الإنجليزية] |
| فرنسا  | با دو كاليه     | كوينتشي                          | قتال بين وحدات الأنفاق البريطانية والألمانية |
| فرنسا  | با دو كاليه     | لوس إن جوهيل                     | منطقة قتال متواصل بين وحدات الأنفاق البريطانية والألمانية |
| فرنسا  | با دو كاليه     | جيفنشي إن جوهيل                  | منطقة قتال متواصل بين وحدات الأنفاق البريطانية والألمانية، وأيضاً موقع معركة فيمي ريدج (1917) |
| فرنسا  | با دو كاليه     | فيمي ريدج                        | شُن ما يقدر بنحو 150 هجمة فرنسية وبريطانية وألمانية بين أكتوبر 1915 وأبريل 1917 في هذا القطاع الذي يبلغ طوله 7 كم (4.3 ميل) من الجبهة الغربية. تولى الحفارون البريطانيون المسؤولية تدريجياً من الفرنسيين بين فبراير ومايو 1916. توقف الحفر الهجومي إلى حد كبير بعد سبتمبر 1916، عندما شيد المهندسون الملكيون أنفاق دفاعية على طول معظم خط المواجهة، على الرغم من استمرار الأنشطة خلال معركة فيمي ريدج (1917). نمت شبكة الأنفاق البريطانية أسفل فيمي ريدج إلى طول 12 كم (7.5 ميل). زرعت سرايا حفر الأنفاق البريطانية سراً سلسلة من الشحنات الناسفة، قبيل معركة فيمي ريدج، أدنى المواقع الألمانية في محاولة لتدمير التحصينات السطحية قبل الهجوم. كانت الخطة الأصلية تتطلب 17 نفقاً ملغوماً و9 شحنات وومبات لدعم هجوم المشاة، وفي النهاية زُرع 13 (ربما 14) لغماً و8 شحنات وومبات. |
| فرنسا  | با دو كاليه     | أراس                             | قتال بين وحدات الأنفاق البريطانية والألمانية، وخاصةًَ خلال معركة أراس (1917)؛ طالع أيضاً كاريير ويلينغتون [الإنجليزية] |
| فرنسا  | السوم           | بومونت هامل: هوثورن ريدج         | قتال بين وحدات الأنفاق البريطانية والألمانية، وخاصةً خلال معركة السوم (1916)؛ للاستزادة، طالع الألغام في اليوم الأول من معركة السوم [الإنجليزية] |
| فرنسا  | السوم           | لا بواسيل                        | منطقة قتال متواصل بين وحدات الأنفاق البريطانية والألمانية، كانت المواقع الرئيسية لحرب الأنفاق هي شفابنهوه/لوشنغار [الإنجليزية]، ونفق واي ساب [الإنجليزية] وموقع ليلوت/جراناثوف/غلوري هول [الإنجليزية]؛ للاستزادة، طالع الألغام في اليوم الأول من معركة السوم [الإنجليزية] |
| فرنسا  | السوم           | فريكورت                          | قتال بين وحدات الأنفاق البريطانية والألمانية، وخاصةً خلال معركة السوم (1916)؛ للاستزادة، طالع الألغام في اليوم الأول من معركة السوم [الإنجليزية] |
| فرنسا  | السوم           | ماميتز                           | قتال بين وحدات الأنفاق البريطانية والألمانية، وخاصةً خلال معركة السوم (1916)؛ للاستزادة، طالع الألغام في اليوم الأول من معركة السوم [الإنجليزية] |
| فرنسا  | السوم           | دومبيير                          | قتال بين وحدات الأنفاق الفرنسية والألمانية |
| فرنسا  | واز             | تراسي-لو-فال: بوا سان مارد       | قتال بين وحدات الأنفاق الفرنسية والألمانية |
| فرنسا  | أن              | بيري-أو-باك                      | قتال بين وحدات الأنفاق الفرنسية والألمانية |
| فرنسا  | المرن           | بيرت-ليه-أورليه                  | قتال بين وحدات حفر الأنفاق الفرنسية والألمانية |
| فرنسا  | المرن           | أوبيريف: بوت دي تايور            | قتال بين وحدات حفر الأنفاق البريطانية والألمانية، وخاصةً خلال معركة التلال (1917) [الإنجليزية] |
| فرنسا  | المرن           | ماسيج: مون دو ماسيج              | قتال بين وحدات حفر الأنفاق الفرنسية والألمانية |
| فرنسا  | موز             | غابة أرغون: لافيي مورت           | قتال بين وحدات حفر الأنفاق الفرنسية والألمانية |
| فرنسا  | موز             | غابة أرغون: بولانتي              | قتال بين وحدات حفر الأنفاق الفرنسية والألمانية |
| فرنسا  | موز             | فوكوا: بوت دو فوكوا              | منطقة قتال متواصل، خاصةً خلال معركة فردان (1916). حفرت وحدات الأنفاق الفرنسية والألمانية 519 نفقاً منفصلاً في فوكوا من 1915 إلى 1918، ونمت شبكة الأنفاق الألمانية أسفل التل بطول 17 كم (11 ميل). |
| فرنسا  | موز             | فو ليه بالامييه: بوا دي شوفالييه | قتال بين وحدات حفر الأنفاق الفرنسية والألمانية |
| فرنسا  | مورت وموزيل     | ريلون                            | قتال بين وحدات حفر الأنفاق الفرنسية والألمانية |
| فرنسا  | الراين الأعلى   | برنفلر: أمرتسفلر                 | قتال بين وحدات حفر الأنفاق الفرنسية والألمانية |

### حرب تشاكو
حفرت قوات باراغواي نفقاً لمهاجمة مؤخرة القوات البوليفية في 10 مايو 1933، وحققت انتصاراً.

### الحرب العالمية الثانية

#### الحرب اليابانية الصينية
استُخدم مصطلح حرب الأنفاق (地道战) لأول مرة للإشارة إلى تكتيك حرب العصابات الذي استخدمه الصينيون في الحرب اليابانية الصينية الثانية. كانت أنظمة الأنفاق سريعة وسهلة البناء ومكنت قوة صغيرة من محاربة أعداء متفوقين بنجاح. تطورت شبكة أنفاق معينة تسمى «نفق رانتشوانغ» في سياق مقاومة عمليات مكافحة التمرد اليابانية في خبي. استخدمت القوات الشيوعية الصينية أو مقاومة الفلاحيين المحلية تكتيكات حرب الأنفاق على وجه الخصوص، ضد اليابانيين (ولاحقاً الكومينتانغ أثناء الحرب الأهلية الصينية). حُفرت الأنفاق تحت السطح لتغطية ساحة المعركة بالعديد من مزاغل البنادق المخفية لشن هجوم مفاجئ. كانت المداخل عادة مخفية تحت حصيرة من القش داخل المنزل، أو أسفل بئر. سمح هذا بمناورات أو مخارج سهلة.
كان العيب الرئيسي لحرب الأنفاق هو أن اليابانيين عادة ما يمكنهم ملء المداخل أو صب الماء لخنق الجنود داخل الأنفاق. تبين أنها معضلة كبيرة وتمكن الصينيون من حلها لاحقاً بتركيب مرشحات تسحب المياه والغازات السامة. ويقال إنه حتى بعض النساء والأطفال قاتلوا طواعية في الأنفاق.
منح فيلم حرب الأنفاق [الإنجليزية]، الذي يستند إلى قصص عن قتال اليابانيين في الأنفاق، التكتيك شهرة كبيرة في الصين. وسرعان ما أُنتج المزيد من الأفلام مع تكييفها في نفس السياق.
أصبح موقع نفق رانتشوانغ بعد الحرب، وحدة رئيسية للحفاظ على التراث لتعزيز الوطنية وتعليم الدفاع الوطني. وهو يجتذب عشرات الآلاف من الزوار كل عام، كونه موقعاً شهيراً للسياحة العسكرية في الصين. ومعظم القرويين يعملون في صناعة خدمات السياحة، وهي صناعة تبلغ قيمتها 700,000 دولار أمريكي كل عام.

#### الحرب الأمريكية اليابانية
كان اليابانيون أنفسهم أول من قلد حرب الأنفاق. ففي معارك غرب المحيط الهادئ، كانوا يستغلون قدراتهم إلى أقصى حد من خلال إنشاء دفاع قوي باستخدام حرب الكهوف. وكانت أول مواجهة لقوات مشاة البحرية الأميركية مع هذا التكتيك الجديد في جزيرة بيليليو. وتكبدت قوات مشاة البحرية الغازية خسائر فادحة تعادل ضعف الخسائر التي تكبدتها في تاراوا، حيث استُخدِم التكتيك الياباني القديم للدفاع عن الشاطئ. ولكن ذروة هذا الأسلوب من الدفاع كانت في إيو جيما، حيث هندس اليابانيون جبل سوريباتشي بالكامل بالعديد من الأنفاق المؤدية إلى مواقع دفاعية، أو مخارج لشن هجمات مضادة سريعة. وأرغمت حرب الأنفاق التي شنها اليابانيون قوات مشاة البحرية الأميركية على تبني تكتيكات «قذف اللهب والنسف» لطرد المدافعين اليابانيين بانتظام، كهفاً تلو الآخر.

#### الصراع الأسترالي الياباني

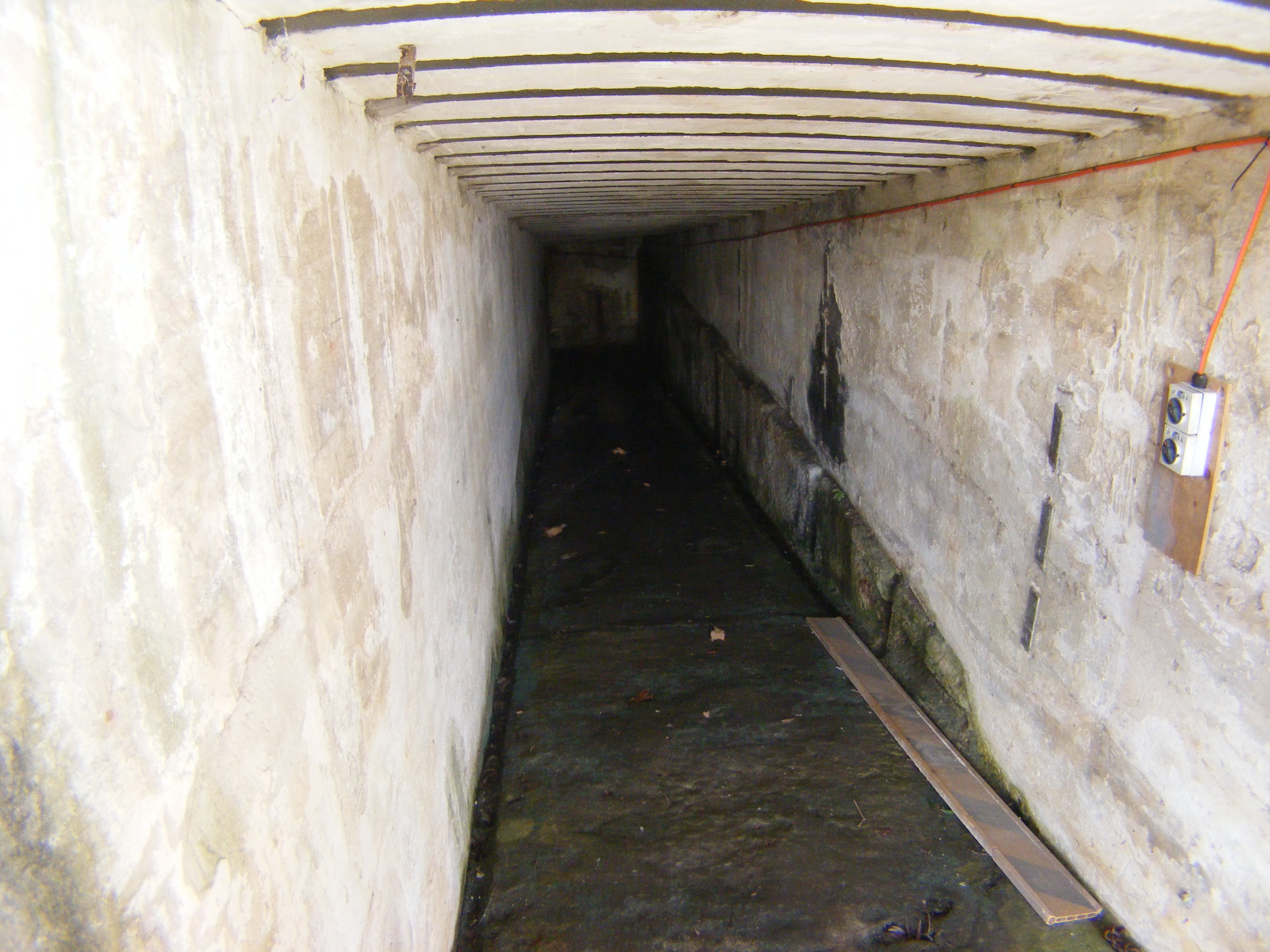
أحد أنظمة الأنفاق في سيدني (موقع القيادة في منطقة جورج هايتس السفلى)

أصبح الطلب على الحماية من الهجوم الجوي في أستراليا أكثر جدية في أوائل الأربعينيات من القرن العشرين، عندما وقع هناك نشاط بحري كبير لدول المحور في المياه الأسترالية. حيث دخلت ثلاث غواصات قزمية يابانية وهاجمت ميناء سيدني في 1942. حفرت البحرية الملكية الأسترالية سلسلة من الأنفاق في سيدني في 1941، لإيواء أكثر من 2,500 رجل يعملون في القاعدة البحرية من الغارات الجوية، وكذلك لنقل البنادق والذخيرة داخل الأنفاق بعد أن توقعت الحكومة والشعب الأسترالي غزواً يابانياً لأستراليا.
توجد تحصينات عسكرية أخرى في ساحل سيدني تتميز بنظام حرب الأنفاق، مثل بطارية جورج هيد (التي بُنيت في 1801 وأضيفت إلى سجل تراث ولاية نيو ساوث ويلز في 1999)، وموقع قيادة جورج هايتس السفلى (التي بُنيت في 1877 وأصبحت جزءاً من دفاعات ميناء سيدني، حيث استُخدمت الغرف والأنفاق تحت الأرض لتخزين الذخيرة)، وبطارية هنري هيد (التي بُنيت 1892 وأعيد استخدامها خلال الحرب العالمية الثانية للدفاع عن الطرق المؤدية إلى خليج بوتاني)، وتحصينات ميدل هيد (حصن مدرج في قائمة التراث بُني في 1801)، وبطارية مالابار (بطارية دفاع ساحلية بُنيت في 1943) وبطارية ستيل بوينت الأصغر.
كما تقع بطارية إيلوورا وبطارية دروموند في ولونغونغ، جنوب سيدني مباشرة. شُيدت المنشآت العسكرية في شيبردز هيل من 1890 إلى 1940 إلى الشمال من سيدني في نيوكاسل، وهي موقع مدرج على قائمة التراث في ولاية نيوساوث ويلز، وتتألف من موقع بطارية مدفعية عسكرية سابقة ونفق بطول 100 م (330 قدم) ونقطة مراقبة. نُفذت العديد من المشاريع الجديدة في شيبردز هيل كجزء من تعزيز نظام دفاع نيوكاسل خلال الحرب العالمية الثانية، مثل توفير أماكن إقامة للقوات المتمركزة. أطلق حصن سكراتشلي، الذي يرتبط بشدة مع موقع شيبردز هيل، النار خلال هجوم لغواصة يابانية على نيوكاسل في يونيو 1942. وهو المكان الوحيد في البر الرئيسي لأستراليا المعروف أنه رد بإطلاق النار. شكلت البطاريات في شيبردز هيل نظاماً متكاملاً مع البطاريات في حصن سكراتشلي وحصن والاس في ستوكتون وفي توماري في ميناء ستيفنز.

#### الاحتلال الياباني للفلبين

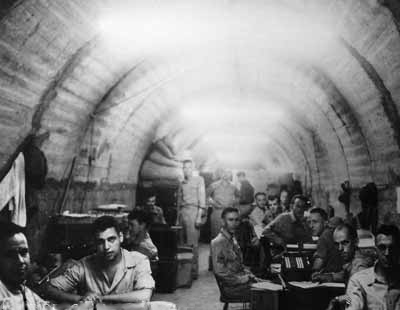
مكتب الشؤون المالية في الشعبة 12، نفق مالينتا، كوريغيدور، الفلبين

كان نفق إيلاغان الياباني [الإنجليزية] جزءاً من قاعدة عسكرية بنتها الحكومة اليابانية أثناء الاحتلال الياباني للفلبين، كمقر لجنودها خلال الحرب العالمية الثانية.
نجا الرئيس الفلبيني مانويل إل. كيزون والجنرال دوغلاس ماكارثر وضباط عسكريون آخرون رفيعو المستوى ودبلوماسيون وعائلات من قصف مانيلا خلال حملة الفلبين (1941-1942)، حيث احتموا في نفق مالينتا [الإنجليزية] في كوريغيدور [الإنجليزية]. كان نفق مالينتا قبل وصولهم بمثابة مقر قيادة عليا ومستشفى ومخزن للمؤونة والذخيرة. وصلت عدة غواصات تابعة للبحرية الأمريكية إلى الجانب الشمالي من كوريغيدور في مارس 1942. جلبت البحرية البريد والأوامر والأسلحة. أثناء استعادة القوات الأمريكية للجزيرة في 1945، بدأ الجنود اليابانيون الذين حوصروا في النفق بعد إغلاق المدخل نتيجة لإطلاق النار من السفينة الحربية الأمريكية كونفيرس (دي دي-509) في الانتحار بتفجير المتفجرات داخل مجمع النفق ليلة 23 فبراير 1945. لم يُسترجع النفق الجانبي المنهار الناتج عن هذه الانفجارات أبداً.
كان النفق الجانبي الثالث على الجانب الشمالي من المدخل الشرقي لنفق مالينتا بمثابة المقر الرئيسي للجنرال دوغلاس ماكارثر وقوات الجيش الأمريكي في الشرق الأقصى أثناء معركة كوريغيدور [الإنجليزية]. كما كان نفق مالينتا بمثابة مقر حكومة كومنولث الفلبين. أدى مانويل إل. كيزون وسيرجيو أوسمينا اليمين الدستورية كرئيس ونائب لرئيس الكومنولث الفلبيني في احتفالات بسيطة حضرها أفراد الحامية في فترة ما بعد الظهر من يوم 30 ديسمبر 1941، بالقرب من المدخل الغربي للنفق.

### الحرب الكورية
وصلت حرب الأنفاق إلى نطاق واسع في شبه الجزيرة الكورية. اعتمدت الولايات المتحدة على الطيران نتيجة الخبرة المكتسبة خلال الحرب العالمية الثانية. تكبدت قوات كوريا الشمالية خسائر فادحة بفعل الضربات الجوية التي أجبرتها على بناء ملاجئ تحت الأرض. في البداية، شيدت وحدات فردية مستقلة هذه التحصينات الأرضية والتي كان وضعها فوضوياً. بعد ذلك، رُبطت التحصينات الأرضية في شبكة كبيرة واحدة. كان طول الجبهة 250 كم (160 ميل) بينما كان طول الأنفاق 500 كم (310 ميل)؛ لكل كيلومتر من الجبهة، كان هناك كيلومتران من الأنفاق. واستُخرج ما مجموعه 2,000,000 متر مكعب (71,000,000 قدم مكعب) من الصخور.
طورت كوريا الشمالية نظرية للحرب تحت الأرض. عبر إيواء القوى العاملة والمستودعات والمدافع ذات العيار الصغير بالكامل تحت الأرض مما يجعلها أقل عرضة للضربات الجوية والمدفعية. أما على السطح، كانت الأهداف المضللة العديدة (كالمخابئ والخنادق والمداخل الوهمية لنظام الأنفاق) تجعل من الصعب اكتشاف الأهداف الحقيقية، مما أجبر القوات الأمريكية على إهدار الذخيرة. بُنيت ثكنات واسعة مباشرة تحت السطح، مما سمح بإخراج وحدات كاملة بسرعة إلى السطح لفترة قصيرة وإعادتها بسرعة إلى الملاجئ تحت الأرض.
حتى أن كوريا الشمالية أنشأت مرابض تحت الأرض للمدفعية. أثناء القصف، كان يدفع بالمدفعية إلى المخابئ داخل الجبال. وعندما يسود الهدوء، تُدفع المدافع إلى منطقة إطلاق النار، لإطلاق بعض القذائف، ثم تُدفع مجدداً إلى المخابئ. لم تمكث قوات كوريا الشمالية في الأنفاق على عكس النماذج الأخرى للحرب تحت الأرض. كانت القوات الكورية الشمالية تحتمي في الأنفاق من القصف والإغارة وتنتظر هجمات المشاة الأمريكية. وعندما تصل القوات الأمريكية إلى الأرض في منطقة الأنفاق، كانت الوحدات الكورية الشمالية المختارة تظهر للمشاركة في قتال متلاحم، مستغلة تفوقها العددي.
وحتى يومنا هذا، تتلخص استراتيجية كوريا الشمالية في بناء أكبر عدد ممكن من المنشآت تحت الأرض للاستخدام العسكري في حالة وقوع هجوم أمريكي. ويصل عمق المنشآت تحت الأرض إلى 80 إلى 100 م (260 إلى 330 قدماً)، مما يجعل تدميرها صعباً حتى باستخدام الأسلحة النووية التكتيكية.
استخدمت القوات الصينية نفسها تكتيك حرب الأنفاق خلال الحرب الكورية. «دفع لجوء الصينيين إلى حرب الأنفاق، والخسائر الفادحة التي لحقت بالجنود الأميركيين، قيادة الأمم المتحدة إلى سد مداخل الأنفاق. ووفقاً للاستجوابات اللاحقة لأسرى الحرب، قتل الضباط الصينيون عدداً من جنودهم في الأنفاق، لرغبة هؤلاء في حفر طريقهم للخروج والاستسلام لقيادة الأمم المتحدة.»
بنى جيش المتطوعين الشعبي الصيني [الإنجليزية] تحت قيادة الجنرال كين جيوي [الإنجليزية] سلسلة معقدة من الشبكات الدفاعية، والتي كانت تتألف من 9,000 م (9,800 ياردة) من الأنفاق، و50,000 م (55,000 ياردة) من الخنادق و5,000 م (5,500 ياردة) من العوائق وحقول الألغام. أثبتت شبكة الأنفاق هذه فعاليتها في معركة تراينجل هيل [الإنجليزية] في أكتوبر ونوفمبر 1952، حيث تمكن الصينيون، على الرغم من تمتع الجيش الثامن الأمريكي بالتفوق الجوي والمدفعي الكامل، من الاحتفاظ بالتل وإلحاق خسائر فادحة بالأميركيين.

### حرب فيتنام

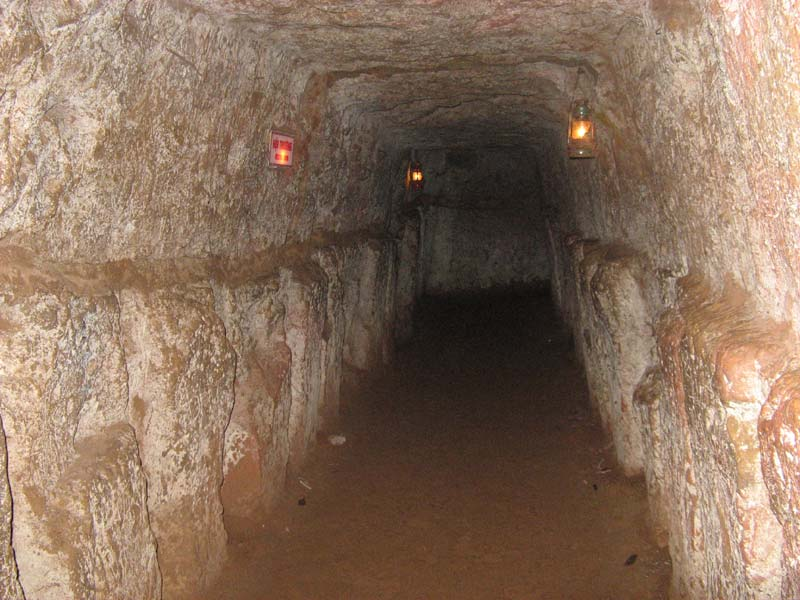
أنفاق فينه ميك، التي استُخدمت لحماية السكان من القصف المكثف لبلديتي سون ترونغ وسون ها

استُخدمت قواعد مموهة قادرة على إمداد المقاتلين لفترة طويلة زمنياً، للإبقاء على حرب عصابات واسعة النطاق في فيتنام الجنوبية. كانت هناك قواعد سرية تحت الأرض تعمل بنجاح في جميع أنحاء فيتنام الجنوبية. أفادت تقارير أن كل قروي كان ملزماً بحفر 90 سم (35 بوصة) من النفق يومياً. كانت أكبر قاعدة تحت الأرض هي أنفاق كو تشي بطول إجمالي يبلغ 320 كم (200 ميل). استخدمت الولايات المتحدة جنوداً أُطلق عليهم اسم فئران الأنفاق [الإنجليزية]، لمكافحة مقاتلي حرب العصابات في الأنفاق.
كان جزء من ممر هو تشي مينه يشق كهوفاً من الكرث.
عندما أصبحت فيتنام مستعمرة فرنسية مرة أخرى بعد الحرب العالمية الثانية، بدأ الشيوعيون في فيت مين في حفر أنفاق بالقرب من سايغون. حوفظ على الأنفاق استعداداً لحرب محتملة مع فيتنام الجنوبية، بعد رحيل الجيش الفرنسي (الذي هُزم في معركة ديان بيان فو). أمر هو تشي منه، زعيم فيتنام الشمالية، بتوسيع الأنفاق بعد دخول الأميركيين الحرب بين الشمال والجنوب؛ والتي استخدمها الفيت كونغ. لم تستخدم أنظمة الأنفاق مؤقتاً لأغراض عسكرية وحسب، بل بدأت تضم قرى كاملة من الناس الذين يعيشون على الدوام تحت الأرض. احتوى نظام الأنفاق على عالم كامل تحت الأرض، يضم مطابخ ومستشفيات وورش عمل ومناطق نوم ووسائل اتصال وتخزين ذخيرة وحتى أشكال من الترفيه. أصبحت الأنفاق في نهاية المطاف هدفاً للقوات الأميركية لأن العدو لم يختبئ فيها فحسب، بل كان بإمكانه أيضاً أن يضرب في أي مكان في النطاق الواسع لمجمع الأنفاق (مئات الأميال) دون سابق إنذار قبل أن يختفي مرة أخرى.
كما طُبقت هذه التكتيكات ضد الصينيين خلال الحرب الفيتنامية الصينية. سمحت أنفاق كو تشي، وهي عبارة عن مجمع من أنظمة الأنفاق التي يبلغ طولها أكثر من 200 كم (120 ميل)، لمقاتلي فيت كونغ خلال حرب فيتنام بالحفاظ على وجود كبير نسبياً بالقرب من سايغون.

### منظمة التحرير الفلسطينية
أصدر ياسر عرفات زعيم منظمة التحرير الفلسطينية تعليماته لقائده العسكري الأعلى خليل الوزير (أبو جهاد) خلال الكفاح الفلسطيني في جنوب لبنان في سبعينيات القرن العشرين، ببناء شبكة من المخابئ والأنفاق تحت الأرض تحت بيروت ومخيم عين الحلوة للاجئين للدفاع ضد غزو إسرائيلي محتمل. استند الوزير، الذي سافر سابقاً إلى الصين وفيتنام وكوريا الشمالية، في هذا النظام على نموذج الفيت كونغ، حيث أخفى كميات هائلة من الإمدادات العسكرية وربط بيروت بمعاقل منظمة التحرير الفلسطينية في جنوب لبنان. قال ضابط في الجيش اللبناني لاحقاً: «نحن لا نعرف عدد الأميال الموجودة من هذه الأنفاق. بعضها جديد وبعضها قديم. ليس عندنا خرائط. قد تكون مفخخة. من يعرف؟»
لقد أثبتت الأنفاق فائدتها لمنظمة التحرير الفلسطينية في حرب لبنان 1982 ضد إسرائيل، حيث كانت ضرورية في هجوم مفاجئ أثناء معركة السلطان يعقوب حيث أسر الفلسطينيون ثلاثة جنود من قوات الجيش الإسرائيلي، والذين جرى تبادلهم فيما بعد بأكثر من 1000 فلسطيني أسير. ولعل الاستخدام الأكثر فعالية للأنفاق من قبل منظمة التحرير الفلسطينية كان أثناء حصار مخيم عين الحلوة للاجئين، عندما تمكنت منظمة التحرير الفلسطينية من إلحاق خسائر فادحة نسبياً بالجيش الإسرائيلي وإبطاء تقدمه المتوقع نحو بيروت بدرجة كبيرة. كتب المؤرخ الإسرائيلي جلعاد بئيري:
«كانت مخيمات اللاجئين محصنة بشدة، ومليئة بالمخابئ ومواقع إطلاق النار. كان الدفاع الفلسطيني في عين الحلوة ومخيمات اللاجئين الأخرى يعتمد على أسلحة مضادة للدبابات محمولة باليد مثل آر بي جي (قذيفة صاروخية الدفع). (...) لم يكن جيش الدفاع الإسرائيلي مستعداً لهذا النوع من القتال، حيث كان في متناول اليد قوات مدرعة مخصصة بالأساس للاستخدام في المناطق المفتوحة. لقد عملت المنطقة الحضرية على منع استخدام الأسلحة بعيدة المدى، وخلقت مساواة بين الدبابة وقاذفات الآر بي جي (التي يستخدمها في كثير من الأحيان الفتية الذين تتراوح أعمارهم بين 13 أو 14 عاماً)، ورفعت من عدد خسائر الإسرائيليين. (...) لقد عطلت المقاومة الفلسطينية بخطورة الجدول الزمني للتقدم السريع المخطط له إلى بيروت. استغرق الأمر ثمانية أيام قبل السحق النهائي للمقاومة في عين الحلوة. كانت الطريقة التي تبناها الجيش هي استخدام مكبرات الصوت لدعوة السكان المدنيين إلى الابتعاد، وتفتيش المنازل واحداً تلو الآخر، وتطويق نقاط المقاومة النشطة المتبقية وإخضاعها بنيران ساحقة.»
أصبح عماد مغنية، أحد أكثر مساعدي أبو جهاد ثقة وعضو في القوة 17 النخبوية لفتح خلال حرب لبنان 1982، قائداً عسكرياً كبيراً لحزب الله وكان له دور فعال في بناء شبكة أنفاق حزب الله الخاصة التي أدت إلى حرب لبنان الثانية (طالع أدناه).

### الحرب الأفغانية
ظلت الحرب تحت الأرض مستعرة بنشاط خلال الحرب الأفغانية. فقد كانت أنابيب المياه تمتد تحت كامل الأراضي الأفغانية. استخدم الأفغان هذه الأنفاق زمن الحرب للاختباء والظهور فجأة خلف قوات العدو. استخدمت القوات السوفيتية المتفجرات والوقود لتطهير هذه الأنفاق. كانت تورا بورا القاعدة الأرضية الأكثر شهرة للمجاهدين ثم طالبان؛ فقد وصلت شبكة الأنفاق بها إلى عمق 400 م وبلغ طولها 25 كم (16 ميلاً). استخدمت الولايات المتحدة قوات خاصة، لمواجهة المجاهدين في تورا بورا.
أقام أسامة بن لادن قاعدته في 1987 بالقرب من الحدود الأفغانية الباكستانية، لمقاتليه العرب الأفغان الذين شكلوا فيما بعد نواة تنظيم القاعدة. جُهزت القاعدة بشبكة أنفاق واسعة بناها القائد العسكري لتنظيم القاعدة محمد عاطف، الذي أصبح لاحقاً أحد العقول المدبرة لهجمات 11 سبتمبر. هاجمت القوات السوفيتية القاعدة في مايو ويونيو 1987 بالمدفعية الثقيلة والقصف الجوي والعديد من الهجمات البرية، في معركة جاجي [الإنجليزية]. تمكن المجاهدون في النهاية من الحفاظ على شبكتهم المعقدة من الأنفاق والكهوف المسماة بالمسعدة خارج قرية جاجي، بالقرب من الحدود الباكستانية، ومنع سقوطها في أيدي السوفيت.

### الحرب البوسنية

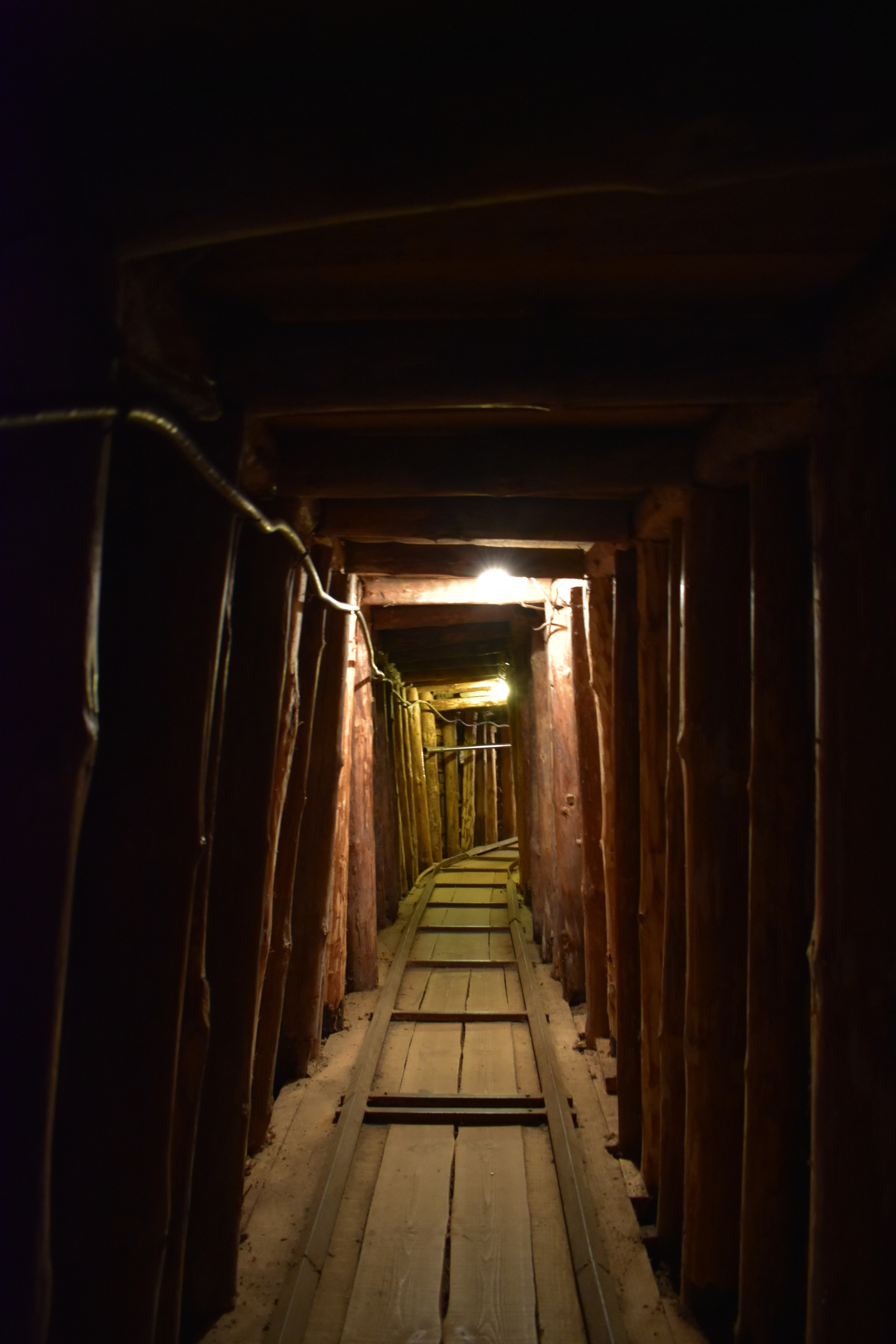
شُيد نفق الأمل في يونيو 1993 لربط سراييفو بالأراضي البوسنية.

بنى الجيش البوسني نفق سراييفو [الإنجليزية] أثناء حصار سراييفو بين مايو 1992 ونوفمبر 1995، من أجل ربط المدينة التي عزلتها القوات الصربية بالكامل عن الأراضي التي يسيطر عليها البوسنيون على الجانب الآخر من مطار سراييفو، وهي منطقة تحت سيطرة الأمم المتحدة. ربط النفق بين أحياء سراييفو في دوبرينيا وبوتمير، مما يسمح بدخول الطعام وإمدادات الحرب والمساعدات الإنسانية إلى المدينة، وخروج الناس. كان النفق أحد الطرق الرئيسية لتجاوز حظر الأسلحة الدولي وتزويد المدافعين عن المدينة بالأسلحة.
تحول نفق سراييفو اليوم إلى متحف حرب، مع إتاحة 20 م (66 قدم) من النفق الأصلي لزيارة السياح.

### القرن الحادي والعشرين
لم تعد هناك حاجة لمثل هذه الأساليب منذ منتصف القرن العشرين، نتيجة لانتشار الذخائر الخارقة للتحصينات وحرب المناورة بالأسلحة المشتركة، مما جعل حفر الأنفاق نادراً للغاية خارج حالات التمرد (التي غالباً لا تستطيع استخدام أي من أساليب الحروب السابقة).

#### الحرب الأهلية السورية
قامت جماعات مقاتلة مثل الجبهة الإسلامية وجبهة النصرة وتنظيم الدولة خلال الحرب الأهلية السورية، بحفر الأنفاق واستخدام المتفجرات لمهاجمة المواقع العسكرية الثابتة للقوات المسلحة السورية والميليشيات المتحالفة معها. ومن أبرز هذه الأمثلة، الهجوم على مبنى المخابرات الجوية في حلب حيث فجرت قوات المعارضة في 4 مارس 2015 كمية كبيرة من المتفجرات في نفق حُفر بالقرب من المبنى أو تحته. وقد تعرض المبنى لانهيار جزئي نتيجة للانفجار الذي أعقبه على الفور هجوم مسلح من المقاتلين.

#### الصراع الإسرائيلي اللبناني

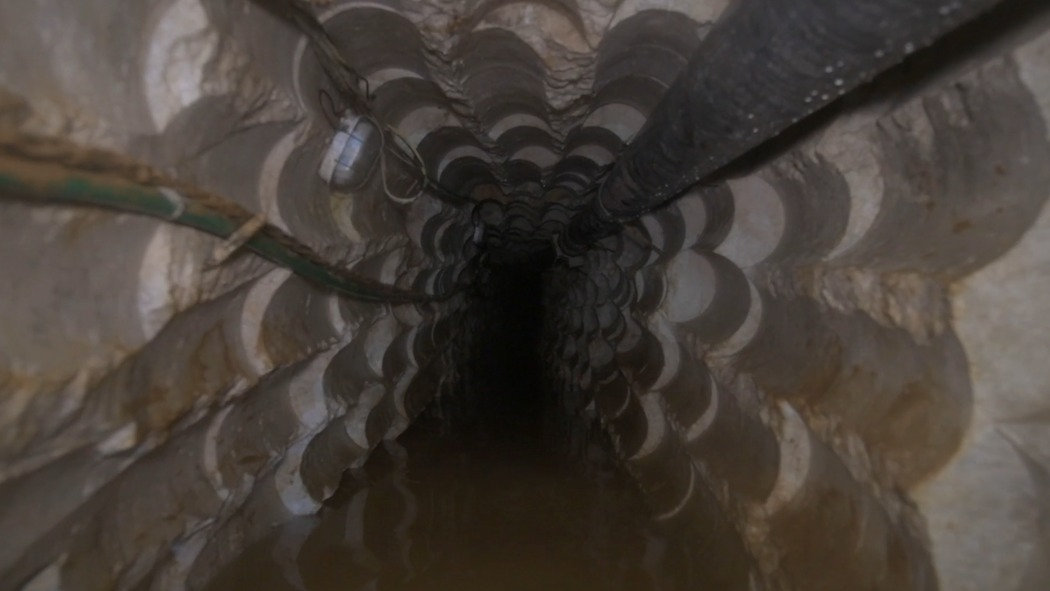
نفق لحزب الله يصل عمقه إلى 80 م (260 قدم).

عبرت مجموعة من مقاتلي حزب الله من جنوب لبنان إلى شمال إسرائيل في يوليو 2006، فقتلت ثمانية جنود إسرائيليين وأسرت اثنين، مما أدى إلى اندلاع حرب لبنان الثانية. احتاج حزب الله إلى إنشاء نظام دفاعي من شأنه أن يمكّن ضرباته الصاروخية من الاستمرار دون انقطاع طوال أي صراع مع إسرائيل، في ظل الهجمات الجوية الإسرائيلية. وللقيام بذلك، شيد نظاماً معقداً من الأنفاق والمخابئ تحت الأرض ووحدات مضادة للدبابات ومناطق مفخخة بالمتفجرات.
بنى حزب الله شبكة متطورة من الأنفاق بمساعدة كوريا الشمالية، تشبه إلى حد كبير شبكة أنفاق كوريا الشمالية في المنطقة منزوعة السلاح التي تفصل بين الكوريتين. وتضمنت الشبكة تحت الأرض أنفاقاً بطول 25 كم ومخابئ وأنظمة اتصالات بالألياف الضوئية ومخازن لتخزين الصواريخ والذخيرة. وقد امتدت قدراتها من خلال الإمداد الإيراني بالأسلحة المتطورة والتدريب المكثف لمقاتلي حزب الله. كما شيد حزب الله أنفاقاً تحت الضاحية الجنوبية لبيروت، حيث يقع مقره الرئيسي ويخزن الصواريخ، بالإضافة إلى شبكة الأنفاق التي بناها في جنوب لبنان. ويشير المحللون أيضاً إلى أن الحزب يحتفظ بأنفاق على طول الحدود السورية، مما يسهل تهريب الأسلحة من إيران.
دمر الجيش الإسرائيلي ستة أنفاق بناها حزب الله على طول حدود إسرائيل خلال عملية درع الشمال بين ديسمبر 2018 ويناير 2019. كما استهدف الجيش الإسرائيلي مجدداً أنفاقاً في جنوب لبنان في أكتوبر 2024، خلال الغزو الإسرائيلي للبنان 2024، وأفاد لاحقاً باكتشاف وتدمير أكثر من 50 فتحة نفق في المنطقة.

#### صراع إسرائيل وغزة

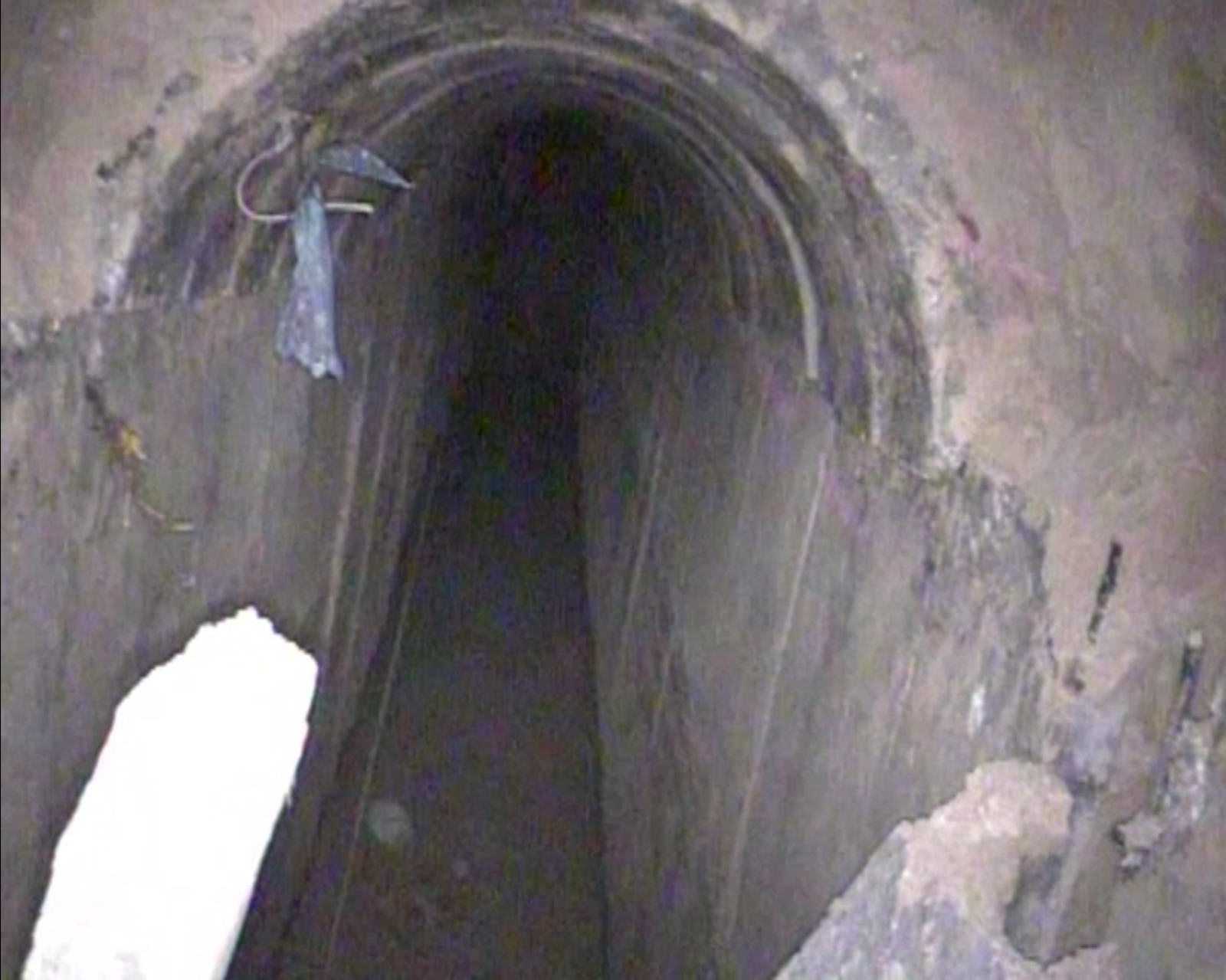
نفق فلسطيني يمتد لإسرائيل من قطاع غزة، اكتشفه الجيش الإسرائيلي بين كيسوفيم ونيريم، 10 ديسمبر 2017.

يُطلق على الصراع الدائر بين الجيش الإسرائيلي والمسلحين في قطاع غزة الذي تحكمه حماس اسم صراع الأنفاق في بعض الأحيان.
بدأ بناء جدار مضاد للأنفاق على طول حدود إسرائيل وقطاع غزة في 2017، لمنع حفر أنفاق هجومية عبر الحدود. اكتُشف موقع نفق كهذه داخل الحدود الإسرائيلية في 30 أكتوبر، وجرى تفجيره.
بنت حماس شبكة واسعة من الأنفاق تحت مدينة غزة وغيرها من المناطق في قطاع غزة، والتي تسمى أحياناً مترو غزة. يبلغ طول الشبكة أكثر من 500 كم (300 ميل) وفقاً لحماس. حسب الخبراء، تخدم هذه الأنفاق أغراضاً متعددة لحماس، بما في ذلك احتجاز الأسرى، وتهريب البضائع، ونقل المسلحين، وتخزين الأسلحة، وإيواء أعضاء حماس والبنية التحتية.
وقد وردت تقارير أثناء حرب إسرائيل على غزة الجارية في 2023 تفيد بأن حماس حفرت أنفاقاً واسعة للغاية تحت غزة، وأن الاستيلاء على الأنفاق وتدميرها يمثل «أولوية قصوى» لدى الجيش الإسرائيلي. ويوضح تقرير معهد الخدمات المتحدة الملكي لعام 2024 استخدام حماس لنوعين من الأنفاق؛ أنفاق عميقة ومجهزة جيداً للقادة رفيعي المستوى وأنفاق أقل عمقاً للأعضاء الأقل رتبة. خططت قوات الجيش الإسرائيلي في البداية، لتأمين الأراضي قبل البحث عن الأنفاق، لكن هذه الاستراتيجية سمحت لحماس بشن كمائن من تحت الأرض. وقد أبرزت هذه التجربة الحاجة إلى عمليات فعالة لمكافحة الأنفاق تجمع بين القتال السطحي والجوفي، مع معالجة خطر النيران الصديقة أيضاً. طالع الحرب الجوفية [الإنجليزية] للاستزادة من هذا الموضوع.

#### الغزو الروسي لأوكرانيا
تمكنت المقاومة الأوكرانية من صد الجيش الروسي الغازي لمدة 80 يوماً باستخدام الأنفاق تحت مدينة ماريوبول في 2022. وبحلول أبريل 2022، كانت القوات الروسية والانفصالية قد توغلت في عمق معظم المدينة، مما أدى إلى فصل آخر القوات الأوكرانية عن الجيوب القليلة من القوات الأوكرانية المنسحبة إلى مصنع أزوفستال للحديد والصلب، والذي يحتوي على مجمع من المخابئ والأنفاق التي يمكنها حتى مقاومة القصف النووي.